# Grotta di Is Zuddas
Le grotte di Is Zuddas si trovano nella parte sud occidentale della Sardegna in territorio del comune di Santadi nella regione del Sulcis da cui dista sei chilometri.
La cavità si sviluppa all'interno del monte Meana, un massiccio costituito da rocce dolomitiche molto antiche risalenti a 530 milioni di anni fa. La grotta, ancora in attività, fu scoperta dagli speleologi nel 1971. La temperatura interna costante è di 16 gradi, con un tasso di umidità vicino al 100%.
Su un percorso di 500 metri si possono ammirare imponenti concrezioni, stalattiti e stalagmiti, colonne, stalattiti a formazione tubolare, cannule e soprattutto le rare aragoniti aghiformi, concentrate in un'unica sala e chiamate dagli speleologi "fiori di grotta". Questi ciuffi di cristallo bianco si sviluppano in ogni direzione in spettacolari formazioni filiformi, rendendo unica la grotta.
Nella parte iniziale della cavità si possono osservare i resti scheletrici del Prolagus sardus, un lagomorfe (lagomorpha) dalle dimensioni di una lepre, presente solamente in Sardegna e in Corsica ed estintosi circa 400 anni fa.